# Belcanto Semplice
Belcanto Semplice – siódma autorska płyta Krzysztofa Herdzina, wydana w 2008 roku przez wytwórnię 4 Ever Music. Na płycie znajdują się autorskie kompozycje lidera, zawierające elementy jazzu, muzyki filmowej, new age, z wykorzystaniem syntezatorowych i ambientowych brzmień.

## Lista utworów
1. „Let the Story Begin” – 2:40
2. „Cashmir Carpet” – 7:29
3. „Hymn to Adam and Eve” – 6:19
4. „Shangri Fa” – 10:04
5. „Keith and His Teeth” – 6:38
6. „Take Care of Someone” – 5:23
7. „Imaginary Diary” – 7:15
8. „That’s All I Have” – 6:35
9. „End of the Fairytale” – 4:13

## Wykonawcy
- Krzysztof Herdzin – instrumenty klawiszowe, fortepian, kompozytor, aranżer, producent
- Marek Podkowa – saksofon tenorowy, saksofon sopranowy, EWI
- Zbigniew Wegehaupt – kontrabas
- Cezary Konrad – perkusja